# Башкаус
Башкаус (на руски: Башкаус) е река в Южен Сибир, Русия.
Цялото ѝ течение е в границите на Република Алтай - извира на 2 525 метра надморска височина в Курайския хребет и тече на северозапад до вливането си в река Чулъшман. Главен приток е вливащата се отляво река Чебдар. Дължината на Башкаус е 219 километра, а площта на водосборната ѝ област е 7 700 квадратни километра.